# Zaminowo
Zaminowo ([zamiˈnɔvɔ]) est un village polonais de la gmina de Dziadkowice dans le powiat de Siemiatycze et dans la voïvodie de Podlachie. Il se situe à environ 22 kilomètres au nord de Siemiatycze et à 59 kilomètres au sud de Bialystok.

## Source
- (en) Cet article est partiellement ou en totalité issu de l’article de Wikipédia en anglais intitulé « Zaminowo » (voir la liste des auteurs).